# 岐阜県立八百津高等学校
岐阜県立八百津高等学校（ぎふけんりつ やおつこうとうがっこう）は、岐阜県加茂郡八百津町伊岐津志にある県立高等学校。

## 概要
1943年（昭和18年）に八百津町立高等女学校として創立し、全日制で普通科設置。八百津町立八百津中学校と八百津町立八百津東部中学校とともに中高一貫教育（連携型）を行っている。八百高（やおこう）と略される。
杉原千畝記念館がある八百津町にあり、町内3校（錦津小学校、八百津東部中学校、八百津高等学校）とともに杉原千畝とユダヤ人について平和学習が実施されていることからユネスコスクールに加盟している。

## 沿革
- 1943年（昭和18年） - 八百津町立高等女学校として開校。
- 1947年（昭和22年）4月 - 岐阜県に移管され、岐阜県八百津高等女学校となる。
- 1948年（昭和23年）
  - 4月 - 岐阜県八百津高等学校に改称。女子普通科を設置。
  - 8月 - 岐阜県立八百津高等学校に改称。
  - 11月 - 定時制課程（夜間普通科）を設置。
- 1949年（昭和24年）4月 - 男女共学となる。久田見分校を設置。
- 1954年（昭和29年）3月 - 久田見分校を廃止。
- 1972年（昭和47年）3月 - 定時制課程募集停止。
- 1975年（昭和50年）3月 - 定時制課程廃止。
- 1988年（昭和63年）4月 - 現在地に移転、体育科設置。
- 2003年（平成15年） - 体育科募集停止。
- 2007年（平成19年） - 八百津中学校、八百津東部中学校との連携型中高一貫教育が始まる。
- 2008年（平成20年） - 平成20年度「道徳教育」実践研究事業（文部科学省）の指定を受ける。
- 2016年（平成28年） - 第2学年よりデュアルシステム（インターンシップ）導入。

## 所在地
小高い原山の山上にある。東濃鉄道（東鉄バス）とYAOバスの朝夕の一部の便が八百津高校まで乗り入れている。

## その他
1988年（昭和63年）3月までの校地は、現在の八百津町立八百津小学校の東であった。2022年（令和4年）現在、運動場は「旧八高運動場」として八百津町の体育施設となっている。